# Путь благовоний

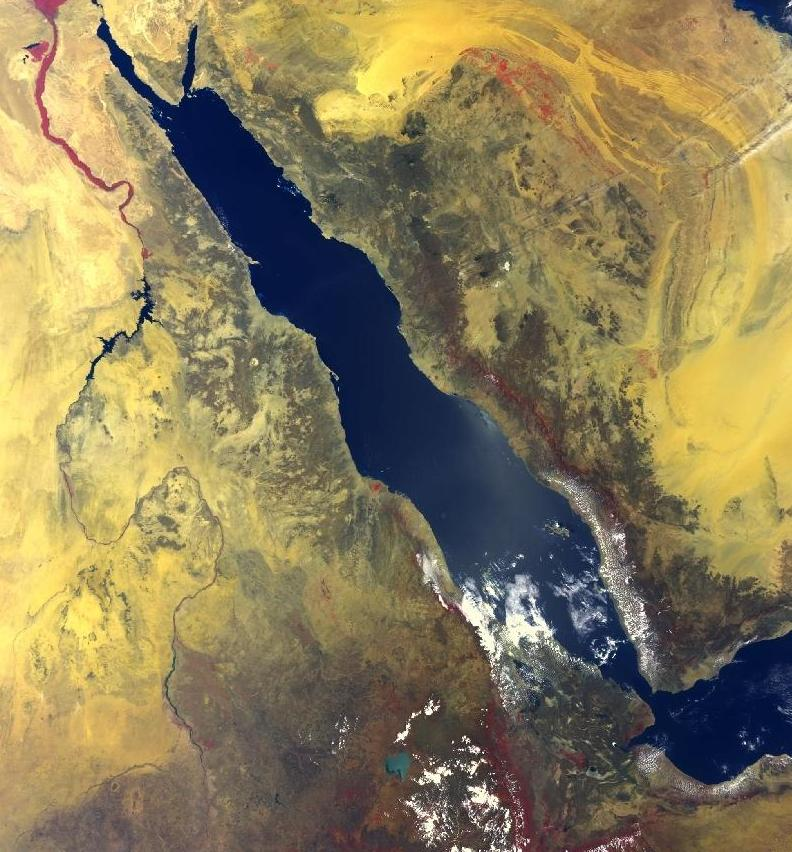
Торговля благовониями, соединяющая Египет с землями, производящими благовония, во многом зависела от судоходства по Красному морю.

Путь благово́ний (также ла́данный путь, путь ла́дана) — торговый путь, который в античности связывал юг Аравийского полуострова со странами Средиземноморья и Месопотамии. По нему из древних царств на территории современных Йемена и Омана, а также с Африканского рога и острова Сокотра, доставлялись в Средиземноморье и Междуречье ценные благовония — в основном южноаравийский ладан, смирна и африканские специи.
Широкое применение благовоний на древнем Востоке создавало большой спрос на них и, следовательно, вызвало обширную торговлю этими товарами, что и вызвало появление этого торгового пути. Торговля благовониями началась, по-видимому, во II тысячелетии до н. э.

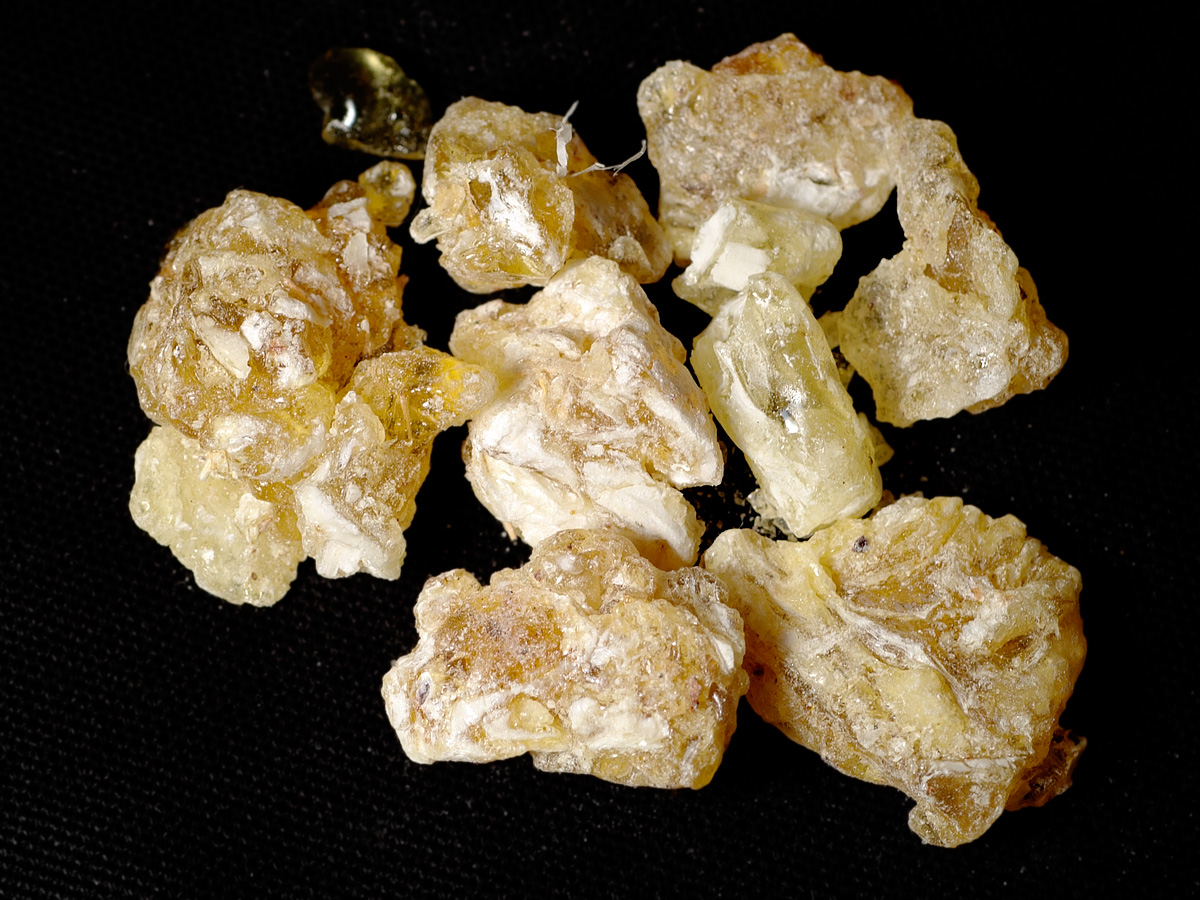
Йеменский ладан.

В I в. до н. э. Диодор Сицилийский писал: «Сокотра является главным в мире поставщиком ладана и мирры. Остров является начальной точкой Аравийской „дороги благовоний“: отсюда драгоценные смолы и другие ценные товары морем доставляются в Аден и Кани» (древний порт Хадрамаута на аравийском побережье у подножья горы Хусн аль-Гураб).
Когда римляне в начале нашей эры взяли в свои руки морской путь в Индию и тем самым поставили под угрозу торговлю благовониями в прибрежных районах, которая велась через Аден, значение важного торгового центра приобрела столица государства Хадрамаут Шабва. Поэтому ароматические смолы отныне приходилось доставлять в порт Кани (в 15 км западнее сегодняшнего посёлка рыбаков Бир-Али в Йемене), а оттуда — в Шабву. В Кану шли также благовония из Сомали и Эфиопии. Если начальники верблюжьих караванов отклонялись от установленного маршрута, им грозила смертная казнь. В пустыне разрешено было перемещаться только организованными караванами по строго отмеченным путям. Любое отклонение от этих правил (незарегистрированные караваны, «левые» дороги и контрабанда) считались самым тяжким преступлением и наказывались смертью. Караваны были жизненным источником для Шабвы. Поэтому только одни ворота были отведены для прохода каравана.
Богатство и важность Шабвы заключались в позиции города, который был важным местом сбора и организации торговых караванов для пересечения великой пустыни Руб аль-Хали. Участники караванa должны были заплатить одну десятую часть стоимости товара, которую давали жрецам городских храмов во имя главной богини Сиин (араб. Seen‎; Луна). В Шабве было 60 религиозных храмов, и город был административным и религиозным центром древнего государства Хадрамаут.

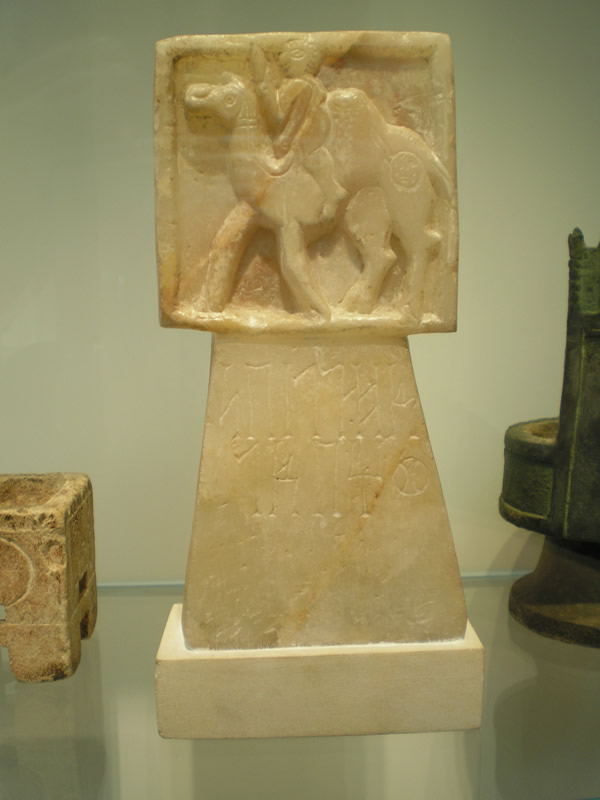
Горелка для ладана. Около III век н. э. Найдена в Шабве.

Весь годовой сбор ароматических смол население было обязано приносить в храмы Шабвы, и никому не разрешалось вывозить за пределы страны ни одного кусочка смолы. Однако попыток нарушить этот запрет, вероятно, было немало. Например, индийские купцы стремились скупать смолы на местах их сбора. Если эти нарушения получали огласку, то смертью карались продававшие смолу. Рассказывают, что, лишь после того как священник изымал десятую часть всего урожая ароматических смол «для бога», то есть в пользу государства, царь разрешал свободную продажу этого товара. Вот тогда торговцы могли покупать и продавать священный товар.
Люди приручили верблюдов около 1300 года до н. э. Верблюды были основой процветающей торговли того времени.
Из Шабвы караваны в три тысячи верблюдов, нередко растянувшись километров на тридцать, отправлялись раз или два в году, вскоре после окончания дождей. Их путь лежал через семьдесят населённых пунктов, в том числе через Мариб, Неджд, Мекку, Джидду, Ясриб (так в те времена называли Медину), Петру и другие, в Газу к Средиземному морю. Такой переход продолжался в среднем не менее семидесяти дней. В лавках средиземноморских портовых городов, таких, как Александрия, работников в конце дня раздевали и обыскивали, чтобы они не унесли домой ни кусочка смолы. С целью сохранить в тайне дорогу к хранилищам перед воротами торговых контор работникам завязывали глаза тряпкой или надевали на голову густую сетку, поэтому лишь немногим был известен путь к сокровищам.
Со временем торговля благовониями пришла в упадок, блеск южноаравийских городов померк. И лишь редкие караваны продолжали ходить по старым дорогам, проложенным задолго до открытия благовоний, перевозя необходимую для жизни соль.
В 2005 году решением ЮНЕСКО участок Дороги благовоний на территории Израиля был включен в список объектов Всемирного наследия ЮНЕСКО в Азии. Этот участок включает в себя руины четырёх набатейских городов: Авдат, Халуца, Мамшит и Шивта.

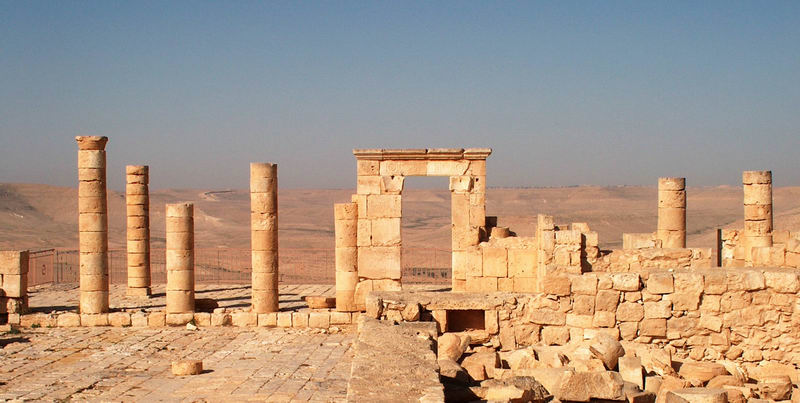
Руины Авдата

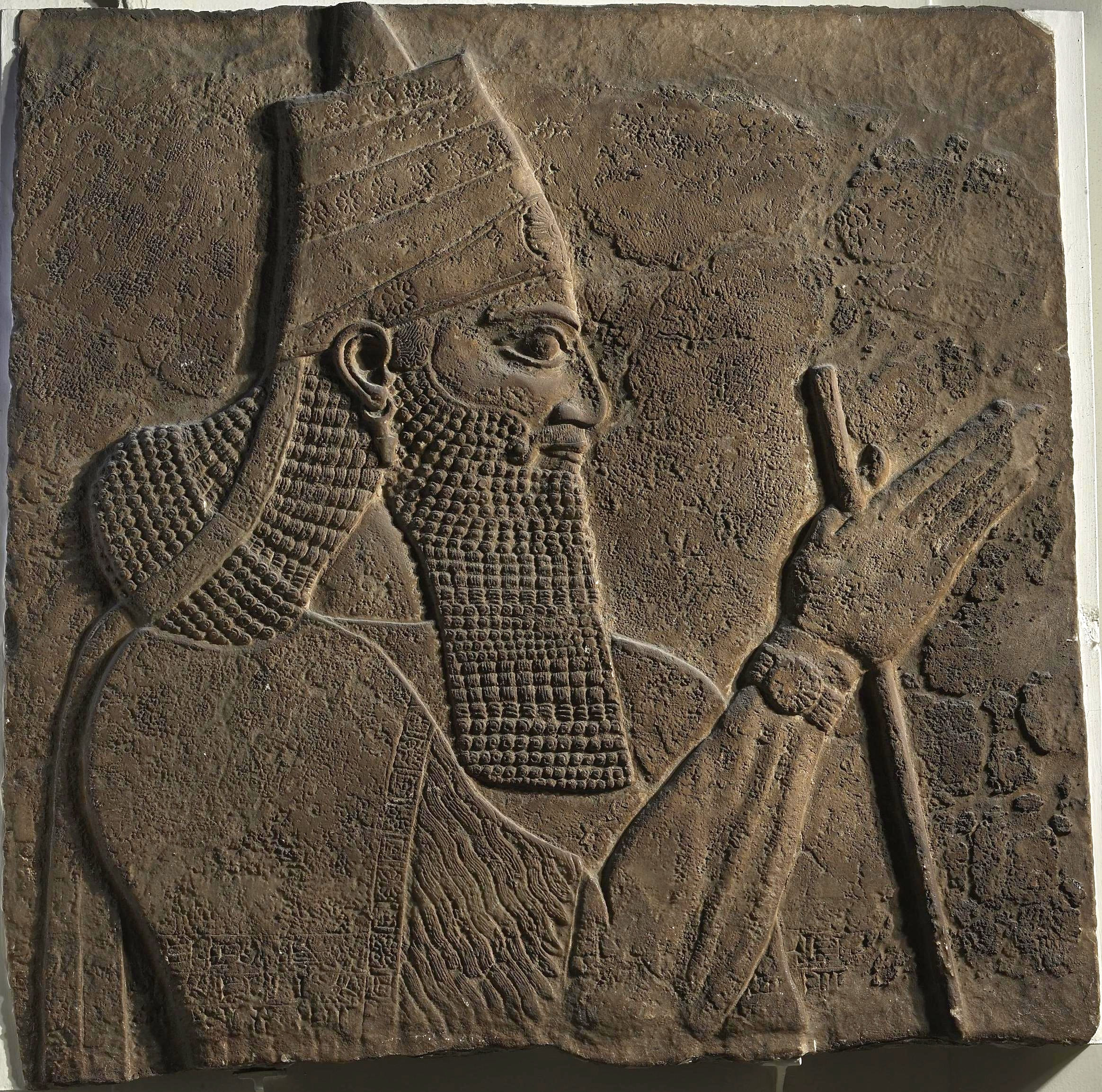
Тиглатпаласар III напал на Газу, чтобы контролировать торговлю на Пути благовоний.